# SLC35A5
SLC35A5 (англ. Solute carrier family 35 member A5) – білок, який кодується однойменним геном, розташованим у людей на 3-й хромосомі. Довжина поліпептидного ланцюга білка становить 424 амінокислот, а молекулярна маса — 48 500.
| 10         |  | 20         |  | 30         |  | 40         |  | 50         |
| ---------- |  | ---------- |  | ---------- |  | ---------- |  | ---------- |
| MEKQCCSHPV |  | ICSLSTMYTF |  | LLGAIFIALS |  | SSRILLVKYS |  | ANEENKYDYL |
| PTTVNVCSEL |  | VKLVFCVLVS |  | FCVIKKDHQS |  | RNLKYASWKE |  | FSDFMKWSIP |
| AFLYFLDNLI |  | VFYVLSYLQP |  | AMAVIFSNFS |  | IITTALLFRI |  | VLKRRLNWIQ |
| WASLLTLFLS |  | IVALTAGTKT |  | LQHNLAGRGF |  | HHDAFFSPSN |  | SCLLFRSECP |
| RKDNCTAKEW |  | TFPEAKWNTT |  | ARVFSHIRLG |  | MGHVLIIVQC |  | FISSMANIYN |
| EKILKEGNQL |  | TESIFIQNSK |  | LYFFGILFNG |  | LTLGLQRSNR |  | DQIKNCGFFY |
| GHSAFSVALI |  | FVTAFQGLSV |  | AFILKFLDNM |  | FHVLMAQVTT |  | VIITTVSVLV |
| FDFRPSLEFF |  | LEAPSVLLSI |  | FIYNASKPQV |  | PEYAPRQERI |  | RDLSGNLWER |
| SSGDGEELER |  | LTKPKSDESD |  | EDTF       |  |            |  |            |

A: Аланін

C: Цистеїн

D: Аспарагінова кислота

E: Глутамінова кислота

F: Фенілаланін

G: Гліцин

H: Гістидин

I: Ізолейцин

K: Лізин

L: Лейцин

M: Метіонін

N: Аспарагін

P: Пролін

Q: Глутамін

R: Аргінін

S: Серин

T: Треонін

V: Валін

W: Триптофан

Кодований геном білок за функцією належить до фосфопротеїнів. 
Задіяний у такому біологічному процесі, як транспорт. 
Локалізований у мембрані.